# Auguste Méla
Auguste Méla, dit Gu le terrible, né le 1er juin 1897 et mort le 14 juillet 1960, est un malfaiteur du milieu marseillais de l'entre-deux- guerres.
Il est connu pour avoir été l'un des organisateurs de la célèbre attaque du train de l'or en septembre 1938, au cours de laquelle 180 kg d'or et de pierre précieuses furent dérobés. Il passa de longues années en prison, où il croisa notamment José Giovanni et Jacques Imbert, qui sera surnommé plus tard Jacky le Mat et sera l'un des parrains de Marseille. Très craint pour sa violence, Méla n'hésite pas à abattre policiers et convoyeurs de fond qui lui barrent la route. Il a été un des premiers adeptes du vol à main armée à l'américaine.

## Premiers méfaits
Méla naît en 1897 dans le quartier de la Belle de Mai à Marseille. Il commence sa carrière criminelle tardivement, à l'âge de 36 ans. La presse le mentionne pour la première fois en décembre 1933, à la suite d'une tentative de hold-up qui tourne court. Dans la nuit du 5 au 6 décembre, Gu et six complices s'infiltrent dans la base aérienne de Bron, en banlieue lyonnaise et s'attaquent au coffre-fort. Le sergent de garde intervient. Gu l'abat de deux balles dans la tête. La bande prend la fuite les mains vides. Tous les complices sont arrêtés dans les deux semaines qui suivent à Avignon puis à Marseille et dénoncent Méla. Le 28 octobre 1936, il est condamné à mort par contumace. Activement recherché par la police française, Gu part se cacher quelques mois en Amérique du Sud, au Venezuela où il fomente ses prochains coups. 
En février 1937 il tue un convoyeur de fonds à Aix-en-Provence. En juin, en compagnie d'autres malfaiteurs de la Belle de Mai, Attilio Deci et Paul Pedusi, il abat un convoyeur qui transporte la paie des employés du Gaz. 

## Attaque du train de l'or
Il reste célèbre pour le braquage, avec douze Marseillais en septembre 1938, juste après la gare Saint Charles, d'un train blindé transportant 180 kg d'or et de pierres précieuses dans la nuit du 22 septembre 1938. Deux équipes de malfaiteurs se sont associées pour l'occasion : la bande de la Belle de Mai, avec Jean-Adolphe Rossi et celle de Saint-Jean, menée par Paulo Leca. Au total, le coup a réuni seize participants. Les parrains marseillais de l'époque, Paul Carbone et François Spirito, ne supportant pas le désordre, informent la police de l'identité de certains membres du gang. Selon d'autres sources, c'est un proxénète qui a dénoncé Rossi. Marcel Montarron explique pour sa part que le commissaire Mercuri, chef de la brigade des agressions de Marseille, a repéré Rossi qui pénétrait dans un magasin de peintures. Le rapprochement est fait avec la camionnette des malfaiteurs, qui a été retrouvée fraichement repeinte. Des rafles sont organisées dans Marseille, à la suite desquelles Rossi est interpellé. On retrouve plusieurs lingots dans la planque d'Émile Long, un repris de justice évadé trois ans auparavant, qui a participé à l'attaque. Une bonne partie des participants au braquage est arrêtée. Il apparait qu'Auguste Méla a joué un rôle important dans cette affaire. 
Se sachant recherché, Gu Méla se réfugie à Paris, dans l'attente de gagner l'Amérique. Repéré par les policiers (ou dénoncé), il est localisé dans un haras de Lamorlaye (Oise) où il se cachait. Il est arrêté en mai 1939 par le commissaire Chenevier et condamné en septembre 1940 par la cour d'assises d'Aix-en-Provence à dix ans de réclusion criminelle. 
Gu Méla s'évade de la prison de Castres le 24 mars 1944 avec Bernard Madeleine, futur grand braqueur des années 1950-1960. Il retourne à Marseille, s'installe dans une maison du vallon de l'Oriol et vit pendant deux ans sous l'apparence d'un citoyen ordinaire. Le 12 septembre 1946, alors qu'il prend l'apéritif à la terrasse d'un café, il est identifié par un policier ayant participé à l'enquête sur l'attaque du train de l'or. Il est interpellé et incarcéré à la prison de Béziers, d'où il s'évade le 21 janvier 1947 avec son compagnon de cellule, en sortant par la porte après avoir neutralisé les gardiens. Les deux hommes sont repris deux jours plus tard. Méla est transféré à la Centrale de Nîmes où il rencontre le jeune Jacques Imbert, qui affirmera plus tard avoir trouvé sa voie en partageant sa cellule. Il meurt en prison à l'infirmerie de la Centrale le 14 juillet 1960,.

## Culture
José Giovanni a croisé Gu Méla en prison et s'en est inspiré pour son personnage de Gustave Minda dans son roman Le Deuxième Souffle.
Jean-Pierre Melville adaptera le roman au cinéma en 1966, avec Lino Ventura dans le rôle de Minda. Alain Corneau réalisera en 2007 une nouvelle adaptation du roman sous le même titre, avec Daniel Auteuil.